# Эль-Хаттаби, Али
Али Эль-Хаттаби (араб. علي الخطابي‎; род. 17 января 1977) — марокканский футболист, выступавший на позиции нападающего за сборную Марокко.

## Клубная карьера
Родившийся в Нидерландах Али Эль-Хаттаби начинал свою карьеру футболиста в роттердамской «Спарте». 9 сентября 1995 года он дебютировал в Эредивизи, выйдя на замену в гостевом поединке против «Аякса». 27 марта 1996 года марокканец забил свой первый гол в рамках лиги, сравняв счёт в домашней игре с «Родой». Летом 1996 года он перешёл в нидерландский «Херенвен», а с начала 1999 года вновь выступал за «Спарту». В сезоне 2000/01 Эль-Хаттаби с 21 забитым мячом занял второе место в списке лучших бомбардиров Эредивизи. После его окончания форвард перешёл в АЗ. В сезоне 2003/04 он забил 14 голов в лиге, что позволило ему занять четвёртую строчку в списке лучших бомбардиров. Сезон 2005/06 Али Эль-Хаттаби отыграл за «Розендал», после чего завершил свою карьеру футболиста.   

## Карьера в сборной
Али Эль-Хаттаби играл за сборную Марокко на Кубке африканских наций 1998 года в Буркина-Фасо, где провёл за неё три матча: группового этапа с Мозамбиком и Египтом, а также четвертьфинала с ЮАР. В игре с мозамбикцами он забил гол. Нападающий был включён в состав сборной Марокко на чемпионат мира по футболу 1998 года во Франции, где сыграл в двух играх своей команды на турнире: с Норвегией и Бразилией.